# Schweizer Bankgeheimnis
Das Schweizer Bankgeheimnis (auch Bankkundengeheimnis genannt) ist das in der Schweiz geltende Bankgeheimnis als gesetzliche Verpflichtung der Kreditinstitute, die ökonomische Privatsphäre ihrer Kunden gegenüber Dritten zu bewahren und sicherzustellen. Den Banken und speziell deren Mitarbeitern wird vorgeschrieben, keine kundenbezogenen Bankinformationen preiszugeben. Die Schweizer Banken sprechen statt von Bankgeheimnis von Bankkundengeheimnis, da nur der Kunde, nicht aber die Bank geschützt werde.
Am 6. Mai 2014 ist die Schweiz der Erklärung der OECD über den künftigen automatischen Informationsaustausch in Steuerangelegenheiten beigetreten, womit das strikte Bankgeheimnis, für das die Schweiz zuvor eine gewisse Berühmtheit genoss, grösstenteils aufgehoben wurde.

## Rechtsfragen

### Gesetzliche Grundlagen
«Der Bankkunde hat ein Recht auf Schutz seiner ökonomischen Privatsphäre, die Bank hat somit die Pflicht, über alle Tatsachen, die ihre Kunden betreffen, Verschwiegenheit zu wahren.»
So definiert die Schweizerische Bankiervereinigung das Bankgeheimnis. Das Bankgeheimnis ist ein Berufsgeheimnis, dem nicht nur die Angestellten einer Bank unterworfen sind, sondern auch Organe, Beauftragte oder Liquidatoren einer Bank, Untersuchungs- oder Sanierungsbeauftragte der Bankenkommission sowie Organe oder Angestellte einer anerkannten Revisionsstelle. Das Bankgeheimnis ist im Bundesgesetz über die Banken und Sparkassen (Bankengesetz, BankG) in Art. 47 verankert.
Das Bankengesetz bildet die Grundlage für eine Bewilligung für die Tätigkeit als Bank. Dieses schreibt im Rahmen der Sorgfaltspflicht aufsichtsrechtliche und zivilrechtliche Sorgfaltspflichten sowie die Geheimhaltung vor. Eine Bestimmung für die Bankaufsicht ist der sogenannte Gewährleistungsartikel: «Die Bewilligung wird erteilt, wenn […] die mit der Verwaltung und Geschäftsführung der Bank betrauten Personen einen guten Ruf geniessen und Gewähr für eine einwandfreie Geschäftstätigkeit bieten.» (Art. 3 Abs. 2 Lit. c BankG)
Neben den Pflichten, die mit der Tätigkeit als Bank verbunden sind, gibt es auch noch Sorgfaltspflichten im Zusammenhang mit der Bekämpfung der Geldwäscherei. Die Bankiervereinigung konkretisiert in der «Vereinbarung über die Standesregeln zur Sorgfaltspflicht der Banken (VSB, aktuelle Version 08)», auch unter dem Namen «Sorgfaltspflichtvereinbarung» bekannt, die im Geldwäschegesetz festgelegten Sorgfaltspflichten (Art. 3–5 GwG) sowie den Begriff der «nach den Umständen gebotenen Sorgfalt» bei der Entgegennahme von Vermögenswerten (Art. 305ter StGB). Die VSB entwickelte sich neben der staatlichen Aufsicht zu einem ausgebauten Selbstregulierungsinstrument mit eigenem Aufsichtsorgan. Diesem kommen mittlerweile weitreichende Sanktionierungskompetenzen zu, wie zum Beispiel Konventionalstrafen bis zu 10 Mio. Franken.
Um eine einwandfreie Geschäftstätigkeit gemäss dem Gewährleistungsartikel ausüben zu können, ist es gesetzlich unerlässlich, dass die Identität des Bankkunden und des allfälligen wirtschaftlich Berechtigten festgestellt werden muss. Ausnahmen gibt es namentlich für ansässige Vertragspartner, wenn weniger als 25'000 Fr. einbezahlt werden und das Konto auf einen Minderjährigen lautet, wenn es um die Hinterlegung einer Mieterkaution oder die Gründung oder Kapitalerhöhung einer Gesellschaft geht.
Am 18. Dezember 2015 wurde vom Schweizer Parlament das Bundesgesetz über den internationalen automatischen Informationsaustausch in Steuersachen (AIAG) angenommen; dieses ist am 1. Januar 2017 in Kraft getreten. Seitdem sammeln meldepflichtige schweizerische Finanzinstitute Kontoinformationen von in 38 Partnerstaaten (darunter die EU-Staaten) steuerlich ansässigen Personen. Im Dezember 2017 hat das Schweizer Parlament die Bundesbeschlüsse über die Einführung des automatischen Informationsaustauschs (AIA) mit weiteren Partnerstaaten ab 2018/2019 verabschiedet, sodass die schweizerischen Finanzinstitute ab 1. Januar 2018 in Bezug auf weitere 38 Partnerstaaten (einschliesslich Hongkong und Singapur) Kontoinformationen sammeln, die erstmals im Herbst 2019 ausgetauscht werden. Beim AIA werden die Informationen über Konten und Wertschriftendepots von Finanzinstituten an die nationalen Steuerbehörden gemeldet. Diese tauschen die Informationen dann mit den Steuerbehörden ihrer AIA-Partnerstaaten aus. Die Verantwortung für die Erhebung der Steuern liegt somit vollständig bei den Steuerbehörden der AIA-Partnerstaaten.
Siehe auch: Vereinbarung über die Standesregeln zur Sorgfaltspflicht der Banken (VSB 03)

### Territorialitätsprinzip
Das völkerrechtliche Territorialitätsprinzip beschränkt das Schweizer Bankgeheimnis auf das Staatsgebiet der Schweiz. Das Schweizer Bankgeheimnis hindert ausländische Behörden de jure nicht am Zugriff auf Daten, welche im Ausland eingesehen werden (siehe SWIFT). In der Schweiz können im Ausland begangene Geheimnisverletzungen sanktioniert werden. Ausländischen Behörden sind Ermittlungen auf Schweizer Territorium ausserhalb des Rechtshilfeweges verboten. Die Täter können für «verbotene Handlungen für einen fremden Staat» (Art. 271 StGB) und «wirtschaftlichen Nachrichtendienst» (Art. 273 StGB) bestraft werden. Das Territorialprinzip wird durch das Kopieren von Daten Schweizer Bankkunden und die anschliessende Weitergabe an ausländische Staaten strafbar unterlaufen.

### Strafbestimmungen
Verstösse gegen das Bankgeheimnis sind im Art. 47 Bankengesetz geregelt. Sie stellen im Gegensatz zu anderen Berufsgeheimnissen ein Offizialdelikt dar. Das bedeutet, die Polizei oder die richterlichen Behörden sind bei Kenntnis eines Straftatbestandes zur Eröffnung der Strafverfolgung verpflichtet. Bei vorsätzlicher Verletzung des Bankgeheimnisses wird der fehlbare Bankangestellte mit Gefängnis bis zu fünf Jahren oder einer Geldstrafe bestraft. Erfolgt die Verletzung fahrlässig, wird der Täter mit einer Busse bis 250'000 Franken bestraft (Art. 47 BankG). Wie der Steuerstreit mit zum Beispiel Deutschland (s. Abschnitt Ausblick) zeigt, kommen kumulierend allenfalls noch weitere Strafbestimmungen hinzu.
Die Bank wird ausserdem schadensersatzpflichtig gemäss Art. 398 OR, der auf Art. 337b Abs. 1 Arbeitsgesetz verweist. Darin heisst es wörtlich «[…] hat diese vollen Schadenersatz zu leisten, unter Berücksichtigung aller […] entstehenden Forderungen». Im privaten Bereich ist der Schaden meist schwierig zu beziffern, zum Beispiel wenn Informationen an nicht berechtigte Familienangehörige weitergegeben wurden. Einfacher ist die Bemessung des Schadens im geschäftlichen Bereich, wenn zum Beispiel ein Bankkunde wegen einer Verletzung des Bankgeheimnisses einen Auftrag an einen Konkurrenten verliert.
Nebst den relativ strengen Gesetzen gibt es heute auch das Bankgeheimnis relativierende Strafnormen, zum Beispiel eine interkantonale sowie eine internationale Rechtshilfe. Das heisst, sobald in der Schweiz ein Straftatbestand erfüllt ist, kann Rechtshilfe verlangt werden. Diese Rechtshilfe wird bei Insiderdelikten, Kursmanipulation, Geldwäscherei, organisiertem Verbrechen oder Korruptionsstraftaten angewendet.

### Die Verrechnungssteuer (VST)
Damit Schweizer Steuerpflichtige ihre Vermögen trotz des Bankgeheimnisses versteuern, gibt es die sogenannte Verrechnungssteuer. Diese VST ist eine Quellensteuer, die auf Zinserträgen von Konti, Darlehen, Aktien und Obligationen erhoben wird. Deklariert der Besitzer seine Wertschriften auf der Steuererklärung, bekommt er die Verrechnungssteuer zurück. In der Schweiz beträgt die Verrechnungssteuer 35 Prozent, dies ist einer der höchsten Prozentsätze in Europa. Auf im Ausland angelegtes Vermögen, beispielsweise ausländische Wertpapieren, wird keine Verrechnungssteuer erhoben. Hingegen wird auf bestimmten Vermögenseinkommen für in der EU wohnhafte EU-Bürger eine Quellensteuer in Form eines Steuerrückbehalts erhoben.

### Zinsbesteuerungsabkommen mit der EU
In der Europäischen Union (EU) gibt es seit 1989 Bestrebungen, die steuerliche Erfassung von Zinseinkünften innerhalb ihres Hoheitsgebietes zu vereinheitlichen. Um zu verhindern, dass Steuerpflichtige aus EU-Staaten die Richtlinie über Anlagen auf Finanzplätzen ausserhalb der EU umgehen, ist die EU an einer Zusammenarbeit mit bestimmten Drittstaaten interessiert. Dazu gehört auch die Schweiz.
Das Zinsbesteuerungsdossier ist Bestandteil der zweiten Tranche der bilateralen Verträge zwischen der Schweiz und der EU, die am 26. Oktober 2004 in Luxemburg von der Schweiz und der EU unterzeichnet wurden. Diese sind am 1. Juli 2005 in Kraft getreten.
Demnach wird auf sämtlichen Zinszahlungen, die eine auf dem Gebiet der Schweiz gelegene Zahlstelle – zum Beispiel eine Bank – einer natürlichen Person mit steuerlichem Wohnsitz in einem EU-Mitgliedsland leistet, ein Steuerrückbehalt von zunächst 15 Prozent, ab Juli 2008 20 Prozent und ab Juli 2011 35 Prozent abgezogen. Der Ertrag des Steuerrückbehalts fällt zu 75 Prozent an die EU beziehungsweise ihre Mitgliedstaaten. Der Steuerrückbehalt wird analog der Verrechnungssteuer von der Bank automatisch abgezogen und periodisch als Sammelbetrag dem Bund abgeliefert.
Damit soll in den meisten Fällen sichergestellt werden, dass die geplante EU-Regelung nicht von der Schweiz umgangen werden kann und die Schweizer Rechtsordnung und das Bankgeheimnis gewahrt bleiben. In der Praxis erhalten die EU-Staaten nicht die erhofften Beträge aus der EU-Quellensteuer, da viele Finanzprodukte nicht unter die Quellensteuerpflicht fallen, zum Beispiel Dividenden.

### Grenzen des Bankgeheimnisses
Es gibt bestimmte Ausnahmen, wann die Geheimhaltung und damit das Bankgeheimnis aufgehoben wird:
- ein Erbe verlangt Auskunft über die Verhältnisse des Erblassers
- ein Ehegatte erhält per Gerichtsurteil Auskunft über die Ersparnisse
- eidgenössische und kantonale Bestimmungen zwingen die Bank zur Zeugnispflicht im Gerichtsverfahren, das heisst, sie haben als Zeuge am Strafprozess mitzuwirken. Durch die Zeugnispflicht entfällt die Rechtswidrigkeit der Verletzung des Bankgeheimnisses. Kantonale Prozessrechte wiederum können den Banken ein Zeugnisverweigerungsrecht gewähren. In diesem Fall muss der Bankier die Aussage verweigern.
- gemäss dem Schuldbetreibungs- und Konkursrecht muss die Bank Betreibungs- und Konkursämtern Auskunft geben, wenn gegen den Kunden eine Zwangsvollstreckung im Gang ist.

Das Bankgeheimnis wird bei der schweizerisch definierten „Steuerhinterziehung“, (der deutschen „Steuerverkürzung“ entsprechend) für Schweizer Steuerpflichtige nicht aufgehoben. Diese sogenannte einfache Steuerwiderhandlung besteht darin, dass der Steuerpflichtige ein Vermögen oder ein Einkommen nicht deklariert. Hier müssen die Steuerbehörden die notwendigen Belege beim Steuerpflichtigen einfordern. Leistet der Steuerpflichtige den Aufforderungen keine Folge, wird er eingeschätzt und mit einer Ordnungsbusse belegt. Anders sind die Verhältnisse beim Steuerbetrug, dies ist eine qualifizierte Steuerwiderhandlung, im Deutschen Rechtssystem „Steuerhinterziehung“ genannt. Bei diesem Delikt reicht der Steuerpflichtige gefälschte Dokumente (zum Beispiel Lohnausweise, Liegenschafts- oder Wertschriftenverzeichnis) ein, um die Steuerbehörde zu täuschen. Dies führt zu einer kantonalen Strafverfolgung, bei der, wie oben erwähnt, die Bank zur Zeugenaussage verpflichtet und das Bankgeheimnis aufgehoben werden kann. Wegen des Holocausts wurde bei der Suche nach den Besitzern von nachrichtenlosen Vermögen das Bankgeheimnis aufgehoben, weil man in diesem speziellen Fall der Rückgabe des Geldes höhere Priorität gab als der Geheimhaltung der Namen der ehemaligen Besitzer.

### Rechtsgrundlagen, die das Bankgeheimnis relativieren
Die Schweizer Gesetze wurden verschiedentlich angepasst, um eine bessere Bekämpfung krimineller Tätigkeiten zu ermöglichen. Ab 1994 durfte eine Bank den Strafbehörden Meldung erstatten, wenn ein Verdacht auf kriminelle Machenschaften bestand und 1997 wurden diese Meldungen an die Meldestelle für Geldwäscherei zur Pflicht.
Seit 1998 ist das Geldwäschereigesetz (GwG) in Kraft. Damit gilt eine erhöhte Sorgfaltspflicht. Finanzintermediäre müssen jeden begründeten Verdacht melden. Die Banken vertreten die Meinung, das Schweizer Geldwäschegesetz, das seit 1997 in Kraft ist, sei das schärfste der Welt.

### Potentatengelder
Folgende Potentatengelder wurden in der Vergangenheit auf Schweizer Banken eingefroren:
- Jean-Claude Duvalier, früherer Diktator in Haiti – Er wurde 1986 vertrieben und soll sein Land um 500 Millionen Dollar erleichtert haben. Die bei seiner Flucht in die Schweiz transferierten rund 6,3 Millionen US$ wurden dort beschlagnahmt. Mit Inkrafttreten des damaligen Bundesgesetzes über die Rückerstattung unrechtmässig erworbener Vermögenswerte politisch exponierter Personen (RuVG) am 1. Februar 2011 wurden die Duvalier-Gelder auf der Basis dieses Gesetzes weiterhin blockiert. Gestützt auf das RuVG eröffnete die Schweiz im April 2011 ein Einziehungsverfahren beim Bundesverwaltungsgericht. Dieses gab am 24. September 2013 der Einziehungsklage statt. Die Rückführung des Geldes an die haitianische Bevölkerung war im Januar 2017 noch nicht abgeschlossen.[4]
- Imelda und Ferdinand Marcos, ehemaliger Diktator der Philippinen († 1989) – 1986 wurden 600 Millionen US$ auf Schweizer Konten blockiert. Dieses Geld wurde 2003 an die Philippinen zurückbezahlt.
- Mobutu Sese Seko, ehemaliger Präsident von Kongo/Zaire († 1997) – Ab Mai 1997 waren 6 Millionen US$ in der Schweiz blockiert, dies aus einem gesamthaft ertrogenen Vermögen von 5 Milliarden.[5] Seine Villa am Genfersee wurde versteigert und das Geld auf ein Sperrkonto überwiesen. Ein Schweizer Gläubiger versucht, den Erlös aus dem Verkauf der Mobutu-Villa zur Schuldentilgung zu beschlagnahmen, und hat erstinstanzlich Recht erhalten.
- Sani Abacha, früherer Militärdiktator von Nigeria († 1998) – Nach seinem Tod wurden 700 Millionen US$ auf Schweizer Konten gesperrt. Die meisten Gelder wurden bis 2009 an Nigeria zurückgegeben, der vereinbarte Einsatz der Gelder für Entwicklungsprojekte funktionierte indes nur mangelhaft,[6] da es vor der Auszahlung schon ausgegeben worden war.
- Vladimiro Montesinos, ehemaliger peruanischer Geheimdienstchef – Noch vor seinem Sturz im Herbst 2000 wurden seine Konten gesperrt. Ermittlungen ergaben, dass Bestechungsgelder aus Waffenlieferungen nach Luxemburg, USA und die Schweiz geleitet worden waren. Dank eines Regimewechsels in Peru konnten bereits drei Jahre später 113 Millionen Schweizer Franken zurückerstattet werden.
- Charles Taylor, ehemaliger Diktator Liberias – Er wurde 2003 vertrieben. Aufgrund eines Rechtshilfegesuchs der UNO wurden zwei Millionen Franken in der Schweiz blockiert.
- José Eduardo dos Santos hat sich sehr wahrscheinlich bei einer Umschuldung der angolanischen Staatsschuld mit Russland über Konten zweier Waffenhändler bereichert. Im Zusammenhang mit dieser Affäre flossen ab 2002 750 Millionen US$ via die Schweiz an Russland, welches erklärte, keinen Schaden erlitten zu haben.[7] 21 damals blockierte Millionen gingen zurück nach Angola.[8]

Seit dem 1. Juli 2016 regelt das Bundesgesetz über die Sperrung und die Rückerstattung unrechtmässig erworbener Vermögenswerte (SRVG) die Problematik der Potentatengelder bis zu deren Rückerstattung.

### Kontrollinstanzen
Als 1934 das neue Bankengesetz geschaffen wurde, mussten die Banken einwilligen, sich von der Eidgenössischen Bankenkommission kontrollieren zu lassen. Gegenüber der staatlichen Aufsichtsbehörde, seit dem 1. Januar 2009 die Eidgenössische Finanzmarktaufsicht FINMA, gibt es kein Bankgeheimnis. Sie darf von den Banken Informationen verlangen, soweit sie in den Aufsichtsbereich der FINMA fallen. Die FINMA nutzt dieses Instrument, um zu kontrollieren, ob ein Schuldner kreditwürdig ist oder ob ein Verdacht bei einem Kunden begründet ist und ob die Bank ihre Richtlinien einhält. Die FINMA kann auch kundenbezogene Information ins Ausland geben. Dies geschieht beispielsweise bei Börsengeschäften, Verdacht auf Insidergeschäften oder Kursmanipulationen.
Seit einigen Jahren gibt es auch eine sogenannte Vor-Ort-Kontrolle. Das heisst, eine ausländische Behörde kann eine Niederlassung einer Bank aus ihrem Land in der Schweiz kontrollieren. Der Private Banking Bereich ist von dieser Regel allerdings ausgeschlossen, dies um das Bankgeheimnis im Steuerbereich zu schützen und die Kunden nicht zu verunsichern. Das Problem hier ist, dass die Finanzmarktaufsicht nach wie vor national ausgerichtet ist, während es kaum Verbrechensfälle gibt, die nicht grenzüberschreitend sind. Meistens wird das Verbrechen im Ausland begangen und das Geld gelangt anschliessend in die Schweiz.

## Das Schweizer Bankgeheimnis und die EU
Dass namentlich die Schweiz, aber auch Österreich, Belgien, Luxemburg, die Kanalinseln und Zwergstaaten wie Monaco oder Liechtenstein ein stark geschütztes Bankgeheimnis haben, ist anderen Mitgliedern der EU ein Dorn im Auge. Vor allem stossen sich EU-Mitgliedstaaten daran, dass ihre Bürger Geld in eines der genannten Länder verschieben, um es so an der Steuerbehörde vorbeizuschleusen.
Im Rahmen der bilateralen Verträge mit der EU verpflichtete sich die Schweiz, bei der Hinterziehung von indirekten Steuern (namentlich der Umsatzsteuer) Rechtshilfe zu leisten. Sobald es um indirekte Steuern geht, ist es in jedem Fall Steuerbetrug und das Bankgeheimnis ist aufgehoben.
Am 27. Mai 2015 haben die EU und die Schweiz ein weitreichendes Steuerabkommen geschlossen. Danach werden seit dem Jahr 2018 alle Kontodaten einander mitgeteilt. Die Daten beinhalten unter anderem Namen, Adressen, Steuernummer und Geburtsdatum sowie Informationen zum Kontostand und Zinserträgen oder Dividenden. Somit war es für EU-Bürger mit dem Schweizer Bankgeheimnis vorbei.

## Das Schweizer Bankgeheimnis und die USA
Aufgrund massiver Drohungen der USA, elf Schweizer Banken wegen Beihilfe zur Steuerhinterziehung strafrechtlich zu verfolgen, stimmten der Ständerat und der Nationalrat im März 2012 sogenannten Gruppenanfragen nach dem US-amerikanischen Foreign Account Tax Compliance Act (FATCA) zu. Am 12. Juni 2013 nahm der Ständerat mit 24 zu 15 Stimmen bei 2 Enthaltungen die sogenannte «Lex USA» an. Seit Juni 2014 leistet die Schweiz Amtshilfe, wenn sich eine Anfrage der USA auf eine Gruppe von sonst namentlich nicht genannten Personen bezieht und ein Verdacht mit speziellen „Verhaltensmustern“ begründet wird. Die betroffenen Banken geben dann die Namen der Verdächtigen preis.

## Geschichte
Das Bankgeheimnis basiert auf einer jahrhundertealten Kultur der Verschwiegenheit bei Handelsgeschäften von Privatbanken. Das Zivilgesetzbuch der Schweiz regelt das Persönlichkeitsrecht; ZGB 27/28 schützt die Vermögensverhältnisse als Teil der Privatsphäre.
Formell wurde das Bankgeheimnis durch das «Bundesgesetz über die Banken und Sparkassen» (am 8. November 1934 beschlossen, trat am 1. März 1935 in Kraft) verankert. Meist wird es kurz 'Bankengesetz' genannt.
Nach der Rettung der Schweizerischen Volksbank im Dezember 1933 durch den Staat Schweiz wurde – auch wegen des Druckes der Öffentlichkeit – das Bankenwesen unter stärkere staatliche Kontrolle gestellt. Dazu bedurfte es einer gesetzlichen Grundlage.
Auch während des Ersten Weltkrieges hatten viele ausländische Vermögende ihr Geld in die Schweiz gebracht.
Zum Beispiel hatte in Deutschland 1914 eine Inflation angefangen, die 1923 in einer Hyperinflation und einer Währungsreform kulminierte.
Während der Weltwirtschaftskrise begannen die umliegenden Staaten mit Devisenbewirtschaftung; diese Staaten wollten wissen, ob ihre Bürger Vermögen in der Schweiz hatten. Die Schweizer Banken verweigerten jedoch die Auskunft. Deutschland und Frankreich begannen grössere Anstrengungen zu unternehmen, um Kapitalflucht zu verhindern. 1932 entdeckte die französische Polizei, dass der Direktor und andere Beamte der Basler Handelsbank wichtige Mitglieder der französischen Finanzelite vertraulich darüber informierten, wie sie ihr Geld in die Schweiz transferieren könnten, um eine steuerfreie Rendite zu erzielen. Der Bankdirektor, der eine Kundenliste bei sich trug, wurde verhaftet. Die Liste wurde bekannt; eine umfangreiche Liste französischer Anleger in der Schweiz wurde bekannt; es gab in Frankreich einen Skandal. Auf der Liste standen viele bekannte Franzosen, so zum Beispiel die Peugeot-Familien. Dieser Vorfall war Anlass für eine Gesetzeserweiterung in der Schweiz, welche das Bekanntgeben von Kundendaten unter Strafe stellte (Busse bis CHF 50'000).
Im Deutschen Reich stellte das NS-Regime den Kapitalexport unter hohe Strafen bis hin zur Todesstrafe (das Reich hatte chronischen Devisenmangel; zunächst als Folge der Weltwirtschaftskrise, später durch die Aufrüstung der Wehrmacht).
Dies führte unter anderem dazu, dass die Regierung der Schweiz das Bankgeheimnis stärken wollte. Im Gegenzug mussten die schweizerischen Banken einwilligen, sich von nun an von der Bankenkommission kontrollieren zu lassen.
Im Jahr 1941 wurden in den USA alle Vermögen blockiert, die aus Staaten stammten, welche mit den Achsenmächten kooperierten oder neutral waren. Davon waren Schweizer Vermögen im Umfang von ungefähr 5 Milliarden Franken betroffen. 1943 wurde der Druck der Alliierten, vor allem der USA, auf die Schweiz stärker, weil Schweizer Banken offenbar Raubgold der deutschen Reichsbank übernommen hatten und deutsche Vermögenswerte in die Schweiz verschoben worden waren. Nach dem Zweiten Weltkrieg kam die Forderung, die deutschen Vermögen seien den Siegermächten auszuliefern. Zu diesem Zweck kam eine alliierte Delegation der Tripartite Gold Commission in die Schweiz, welche die betreffenden Konten registrierte und diese Daten den Alliierten zugänglich machte. Dies führte zu Kritik der Juristen- und Bankenwelt an der Schweiz, weil damit das Bankgeheimnis gelüftet worden war. Beim Vollzug des Washingtoner Abkommens 1946 gelang es der Schweiz, zu einer Lösung zu kommen, mit welcher unter anderem deutsche Eigentümer ihr Geld zurückerhalten konnten, ohne dass die Daten der Weltöffentlichkeit bekannt wurden. Dadurch hielt sich der fiktive Schaden am Bankgeheimnis in Grenzen.
Nach Kriegsende war die Schweiz eine Zinsinsel, es wurden im Vergleich zum restlichen Europa niedrigere Zinsen bezahlt. Diesem Nachteil standen die Vorteile «sicheres Land» und Bankgeheimnis gegenüber.
Anfang der 60er Jahre wurde eine heftige Kampagne gegen die Schweiz geführt, als nachgewiesen wurde, dass eine umfangreiche Zahl so genannter nachrichtenloser Vermögenskonti aus dem Zweiten Weltkrieg vorhanden sind (zumindest in Teilen Fluchtgelder oder Vermögen von Holocaust-Opfern). Ein Meldebeschluss des Bundesrates 1962 verordnete, dass die Banken nach nachrichtenlosen Vermögen suchen und diese melden müssen. Bei Ablauf der Meldefristen kam es erneut zum Disput. Mit dem Geld wurde ein Fonds gespeist, dessen Ertrag für die Wiedergutmachung im weitesten Sinne bestimmt war. Das Klima verschärfte sich generell, die OECD kritisierte die Schweiz, weil man der Meinung war, dass Steuerflüchtlingen zu starker Rückhalt geboten würde. Die Schweiz startete im November 1966 in der Zeitschrift «Bulletin» der Schweizerischen Kreditanstalt (heute Credit Suisse) mit dem Essay «Über das schweizerische Bankgeheimnis» eine PR-Kampagne mit dem nachweislich falschen Argument, die Schweiz habe eine humanitäre Tradition und man habe das Bankgeheimnis in den 30er Jahren geschaffen, um jüdische Vermögen vor dem NS-Regime zu schützen. Dieser Mythos trifft aber entgegen heute (Stand 2005) immer noch verbreiteter Meinung nicht zu.
2016 schrieb Beat Kappeler in der NZZ am Sonntag: „Die USA sind weltweit die grösste Oase für Leute, die den Schutz des Bankgeheimnisses suchen. Dies recherchierten Fachleute der Agentur Bloomberg diese Woche. Die Schweiz aber wurde von ebendiesen USA abgestochen. Ein rechtlicher Schachzug mit besonderer Tücke wurde angewandt. Die USA setzten die Auskunft über Bankkonten in der OECD, dem Klub der reichen Länder, durch, unterschrieben dies aber am Ende nicht. Damit sind alle anderen Bankgeheimnisse ausgehebelt, nur das Imperium macht nicht mit.“

### Der Chiasso-Skandal
Im Jahr 1977 wurde der sogenannte SKA-Skandal bekannt, der auch als ChiassoSKAndal bezeichnet wurde. In der Filiale Chiasso der damaligen Schweizerischen Kreditanstalt waren von Mitarbeitern durch Zinsmanipulationen Verluste in der Höhe von ungefähr 2 Milliarden Franken produziert worden. Die anderen Grossbanken eilten zu Hilfe, da der Imageschaden aus dem Zusammenbruch einer Grossbank zu gross gewesen wäre. In der Bevölkerung wuchs die Einsicht, dass ein so wichtiger Finanzplatz auch Nachteile hat, wenn er beispielsweise einen Skandal produziert. Man sah auch ein, dass die Sorgfaltspflichten für die Finanzinstitute beträchtlich verbessert werden mussten. Ein wichtiges Ergebnis bildete die weiter oben erwähnte Sorgfaltspflichtvereinbarung (VSB). Die selbst auferlegte Sorgfaltspflicht machte der damaligen Krise ein rasches Ende.
Der SKA-Skandal führte zu einer Volksinitiative der Sozialdemokratischen Partei der Schweiz, welche die Abschaffung des Bankgeheimnisses zum Ziel hatte. Bei der Abstimmung 1984 wurde diese Initiative aber mit 73 Prozent Neinstimmen abgelehnt.

## Ausblick und Debatte
Das Schweizer Bankgeheimnis war seit jeher international umstritten (siehe Abschnitt Geschichte). Auf internationalen Druck der G20 und der OECD hat die Schweizer Regierung am 13. März 2009 den Entschluss gefasst, den OECD-Standard bei der Amtshilfe in Steuersachen gemäss Art. 26 des OECD-Musterabkommens zu übernehmen. Fortan leistet die Schweiz somit Amtshilfe bei allen Steuerdelikten, auch bei Steuerhinterziehung. Die Unterscheidung zwischen Steuerbetrug und Steuerhinterziehung im Verhältnis zu ausländischen Kunden wird somit hinfällig. Die Amtshilfe ist an strikte Regeln gebunden, die den internationalen Richtlinien der OECD entsprechen. So wird Amtshilfe nur auf ein begründetes Gesuch und im Einzelfall gewährt. Für Steuerpflichtige in der Schweiz ändert sich nichts. Die ersten zehn revidierten Doppelbesteuerungsabkommen, die den OECD Standard übernehmen, werden dem Schweizer Parlament im Juni zur Ratifikation vorgelegt.
Im Zuge des Steuerstreits 2009 und Anfang 2010 mit verschiedenen Ländern, speziell mit Italien, Frankreich, den USA und Deutschland, sowie mit verschiedenen Datenträgern, die als Informationen an ausländische Steuerbehörden gegeben werden, sowohl gegen Bezahlung als auch unentgeltlich im Falle von Hervé Falciani, geriet das Schweizer Bankgeheimnis innenpolitisch unter Druck. Speziell der angedachte Datenankauf Deutschlands hat diesen sehr erhöht, auch da damit gerechnet werden muss, dass Deutschland diese Praxis in Zukunft beibehalten könnte.
Hochrangige Politiker der SP, FDP und einige der CVP haben sich geäussert, dass es Änderungen geben müsste, um den Finanzplatz Schweiz langfristig zu sichern, wobei die Ideen von umfassenden Doppelbesteuerungsabkommen über automatischen Informationsaustausch bis zu einem Abschaffen des Bankgeheimnisses für Ausländer reichen. Politiker der SVP möchten zum grössten Teil am Bankgeheimnis festhalten und es gegen die starken Widerstände aus dem Ausland verteidigen. Alfred Heer geht sogar so weit, dass er im Falle eines Datenankaufs Deutschlands das Bankgeheimnis für deutsche Politiker, Parteien und Gewerkschaften abschaffen will, um Druck auf deutsche Entscheidungsträger aufzubauen, dies nicht zu tun.
Am 7. Februar 2010 forderte der Finanzminister der Schweiz Hans-Rudolf Merz (FDP) eine Debatte über den automatischen Informationsaustausch, was der Auflösung des Schweizer Bankgeheimnis für Ausländer, auf bilateraler Ebene, gleichkäme. Der Schweizer Bevölkerung, die das Bankgeheimnis zu einem grössten Teil für eine kulturelle Errungenschaft der Schweiz hält, hadert sehr mit einem möglichen Ende des Bankgeheimnisses, obwohl dieses nur für Ausländer gelten soll. Der deutsche Finanzminister Wolfgang Schäuble hat seine Ansicht geäussert, dass das Bankgeheimnis in Europa keine Zukunft habe, und der italienische Finanzminister Giulio Tremonti ist der Ansicht, dass das Schweizer Bankgeheimnis nicht mehr existieren dürfe. Vereinzelte Banken und Versicherungen in der Schweiz stellen sich, laut Schweizer Medien, auf ein Ende des Bankgeheimnisses ein und erstellen Geschäftsmodelle, die einerseits keine Steuerverkürzung beinhalten oder dies auch ohne Bankgeheimnis ermöglichen, wie zum Beispiel Lebensversicherungsmäntel (englisch asset wrapper).

«An diesem Bankgeheimnis werdet Ihr euch die Zähne ausbeissen.»

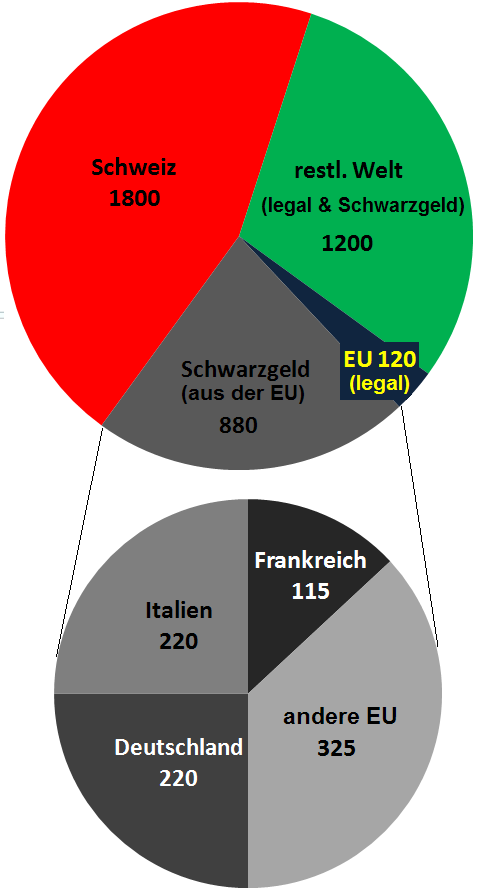
Schätzung über Herkunft (Wohnsitz) der in der Schweiz angelegten Gelder laut Helvea, Angaben in Milliarden Schweizer Franken

«Irgendwann müssen wir diese Diskussion [über das Bankgeheimnis] führen.»

«Der Steuerstreit zwischen der Schweiz und Deutschland ist kein Kulturkampf. Vielmehr gelang es der Bankenlobby, innerhalb der Schweiz einen Bankgeheimnispatriotismus zu etablieren.»

Um die Bundesfinanzen zu sanieren, will die Linke das Bankgeheimnis auch für Schweizer Kunden abschaffen.

## Das Bankgeheimnis und die Schweizer Volkswirtschaft
Der Finanzsektor mit Banken und Versicherungen ist für die Volkswirtschaft Schweiz von grosser Bedeutung. Er hat im Jahr 2009 einen Anteil von 11 Prozent am Bruttoinlandsprodukt der Schweiz und 200'000 Personen finden Arbeit darin, davon 135'900 im Bankensektor. Das gemeinsame Total entspricht 6 Prozent aller Beschäftigten in der Schweiz. Der Finanzplatz (inklusive Mitarbeitende sowie Aktionäre) bezahlt zusammen schätzungsweise 14 bis 18 Milliarden Schweizer Franken an direkte und indirekte Steuern. Dies entspricht über 12 bis 15 Prozent aller Steuereinnahmen von Bund, Kantonen und Gemeinden. Es gibt aber auch Befürchtungen in der Schweiz, dass die Fokussierung auf den Finanzplatz dem Werkplatz schadet, insbesondere bei internationalen Sanktionen. Da es keine offiziellen Zahlen zu undeklarierten Geldern auf Schweizer Banken gibt, sind Schätzungen mit Vorsicht zu geniessen. Nach Schätzungen von Helvea (siehe Diagramm) sind in der Schweiz vier Billionen Schweizer Franken angelegt, davon 55 Prozent nicht aus der Schweiz. Gemäss der Studie sind rund 80 Prozent des in der Schweiz angelegten Geldes aus der EU schwarz angelegt. Zu dieser Annahme meint Anne-Marie de Weck, Präsidentin der Vereinigung Genfer Privatbankiers, Vorstandsmitglied der Vereinigung Schweizer Privatbankiers, Teilhaberin der Privatbank Banque Lombard Odier & Cie: «Das kann nicht stimmen. Man weiss es nie genau. In unserer Bank sollte der Anteil der unversteuerten Gelder unter 10 Prozent liegen.» Der Schweizer Ex-Bankier Hans J. Bär meinte in seiner 2004 erschienenen Autobiografie, dass das Bankgeheimnis die Schweiz vom Wettbewerb verschone und ihr einen künstlichen Standortvorteil verschaffe. Er umschrieb dies mit den Worten «Fett, aber impotent» und stellte klar, dass die Schweizer Banken dies gar nicht nötig hätten.
Für die starke internationale Verflechtung des Finanzplatzes gibt es verschiedene Gründe:
- die zentrale Lage der Schweiz in Europa, Möglichkeit des Bargeldtransfers
- Die Wahrung der Privatsphäre, inklusive der finanziellen Privatsphäre
- Das neutrale und unabhängige System gilt als Sicherheitsfaktor für Geld aus Drittstaaten.
- die hohe politische und wirtschaftliche Stabilität
- Der Schweizer Franken gehört zu den stabilsten Währungen. In weltweiten politischen oder wirtschaftlichen Krisenzeiten gilt er als Fluchtwährung, dies bedeutet, dass Anleger und Investoren zum Schutz ihr Geld in Schweizer Franken anlegen. Auch gilt er als Hartwährung und als «sicherer Hafen».

## Dokumentarfilme
- Hansjürg Zumstein: Der schmerzvolle Abschied – Wie der Schweiz das Bankgeheimnis abhanden kam. Video in: Play SRF (Erstausstrahlung am 3. April 2014 auf SRF 1), 50 min, Schweizerdeutsch.